# Organero

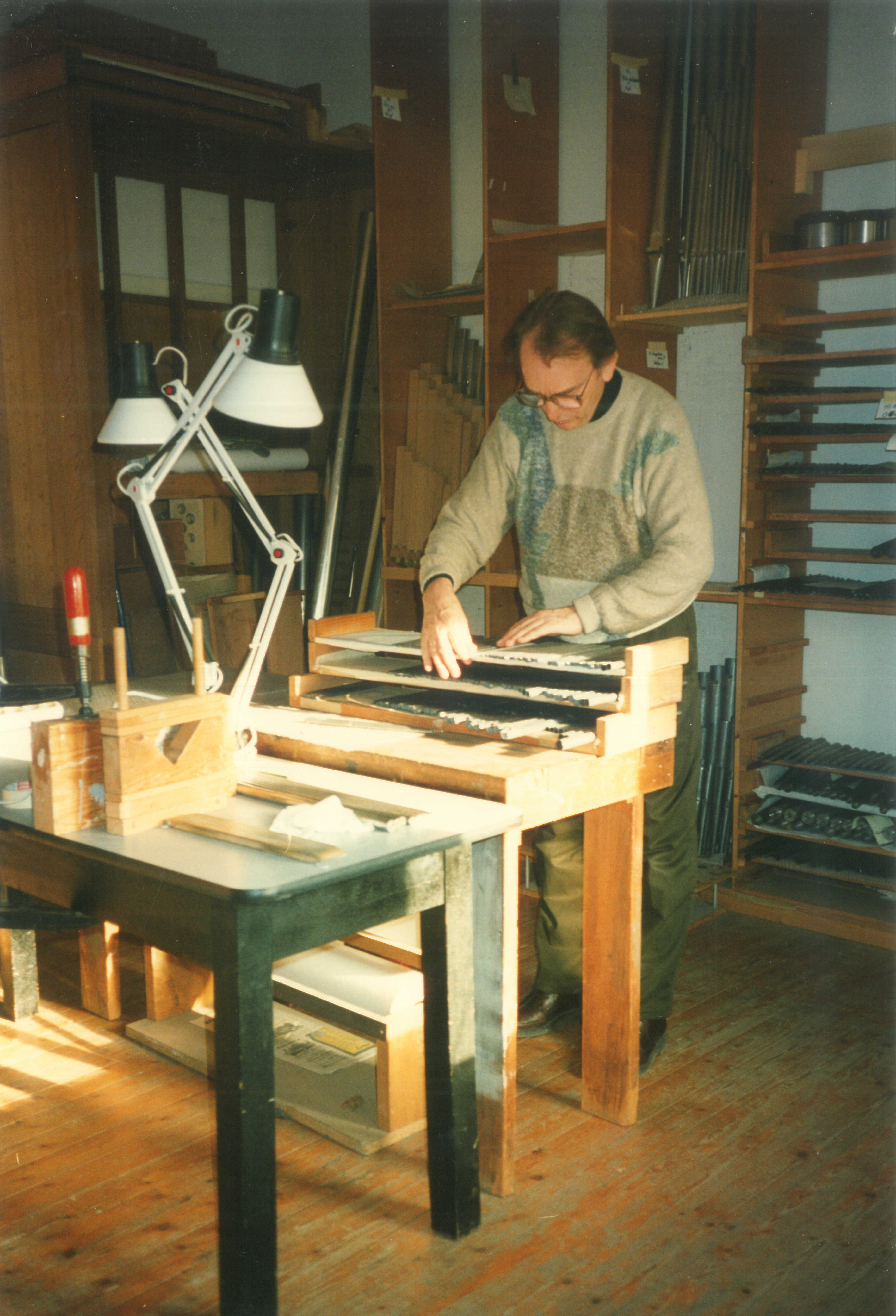
El organero alemán Rudolf Janke, conocido por construir órganos para muchas iglesias protestantes del norte de Alemania.

Un organero es una persona cuyo oficio es la construcción, la afinación, armonización ,  la reparación y la conservación de los órganos.

## Descripción
Normalmente, los organeros no suelen trabajar por cuenta propia, sino que se organizan en talleres de organería, de una forma bastante similar a los primitivos gremios: suele haber un maestro organero que dirige el taller, uno o más oficiales y , en ocasiones, algunos aprendices del oficio.
Este antiguo oficio engloba los numerosos procesos que precisa la construcción de tamaño instrumento (el órgano de tubos). Para ello se requieren conocimientos de matemática, física y bellas artes.
En España, existen numerosos organeros y talleres de organería de gran prestigio internacional, como el taller de organería de Federico Acitores, Gerhard Grenzing, Abraham Martínez, Carlos Álvarez,  y Joaquín Lois entre otros.